# Andrew Reich
Andrew Reich (* 11. August 1986 in Frankfurt am Main) ist ein deutschstämmiger (Filmmusik)-Komponist.

## Leben
2011 gewann Andrew Reich auf der Long Island International Film Expo New York für das Filmdrama Quirk of Fate – Eine Laune des Schicksals in der Kategorie 'Beste Filmmusik'.
U.a. wurde die Filmmusik auch für den Maverick Movie Award (MMA) nominiert.

## Filmografie
- 2008: Ayuda – Regie: Sebastian Hilger
- 2010: A God Damn Day – Regie: Markus Messner
- 2011: Quirk Of Fate – Eine Laune Des Schicksals – Regie: Marco J. Riedl
- 2012: Zeichen der Schwäche – Regie: Markus Messner
- 2012: On Air – Regie: Carsten Vauth, Marco J. Riedl
- 2014: Gefällt mir – Regie: Michael David Pate
- 2015: Kartoffelsalat – Nicht fragen! – Regie: Michael David Pate
- 2017: Skybound – Regie: Alex Tavakoli
- 2018: Ronny & Klaid  – Regie: Erkan Acar
- 2020: Kartoffelsalat 3 – Das Musical – Regie: Michael David Pate